# Erwin Panndorf

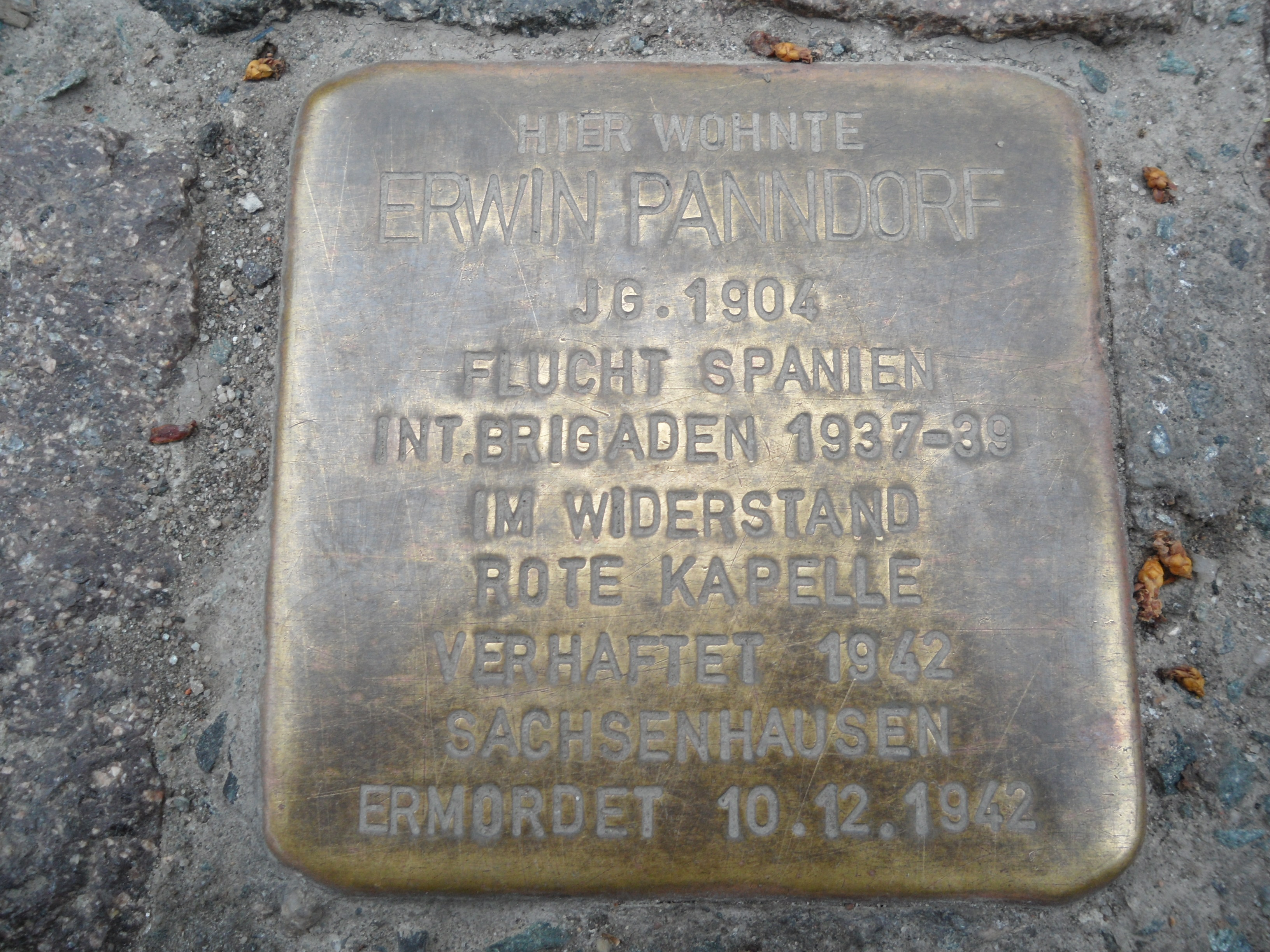
Stolperstein zur Erinnerung an Erwin Panndorf in der Pfarrstraße 4 in Gera

Erwin Panndorf (* 7. Januar 1904 in Gera; † 10. Dezember 1942 im KZ Sachsenhausen) war ein deutsch-sowjetischer Kommunist, Arbeitersportler, Gewerkschafter und antifaschistischer Widerstandskämpfer. In Gera war er aktives Mitglied im KJVD und in der KPD. Als ausgebildeter Schlosser ging er im Jahre 1930 in die Sowjetunion, um dort in verschiedenen Betrieben zu arbeiten. Von 1937 bis 1939 kämpfte er als Interbrigadist im Spanischen Bürgerkrieg. Nach einer militärischen Ausbildung in der Sowjetunion sprang Panndorf am 17. Mai 1942 per Fallschirm über Ostpreußen ab, um als Agent der Sowjetunion und Beauftragter des ZK der KPD den Widerstand gegen den Nationalsozialismus im Deutschen Reich zu unterstützen. Im Juli 1942 wurde er von der Gestapo verhaftet und am 10. Dezember 1942 im KZ Sachsenhausen umgebracht. In der DDR erhielt Panndorf zahlreiche Ehrungen. Bis heute trägt eine Vierfeldersporthalle in Gera den Namen „Panndorfhalle“.

## Herkunft, Jugendjahre und Berufstätigkeit

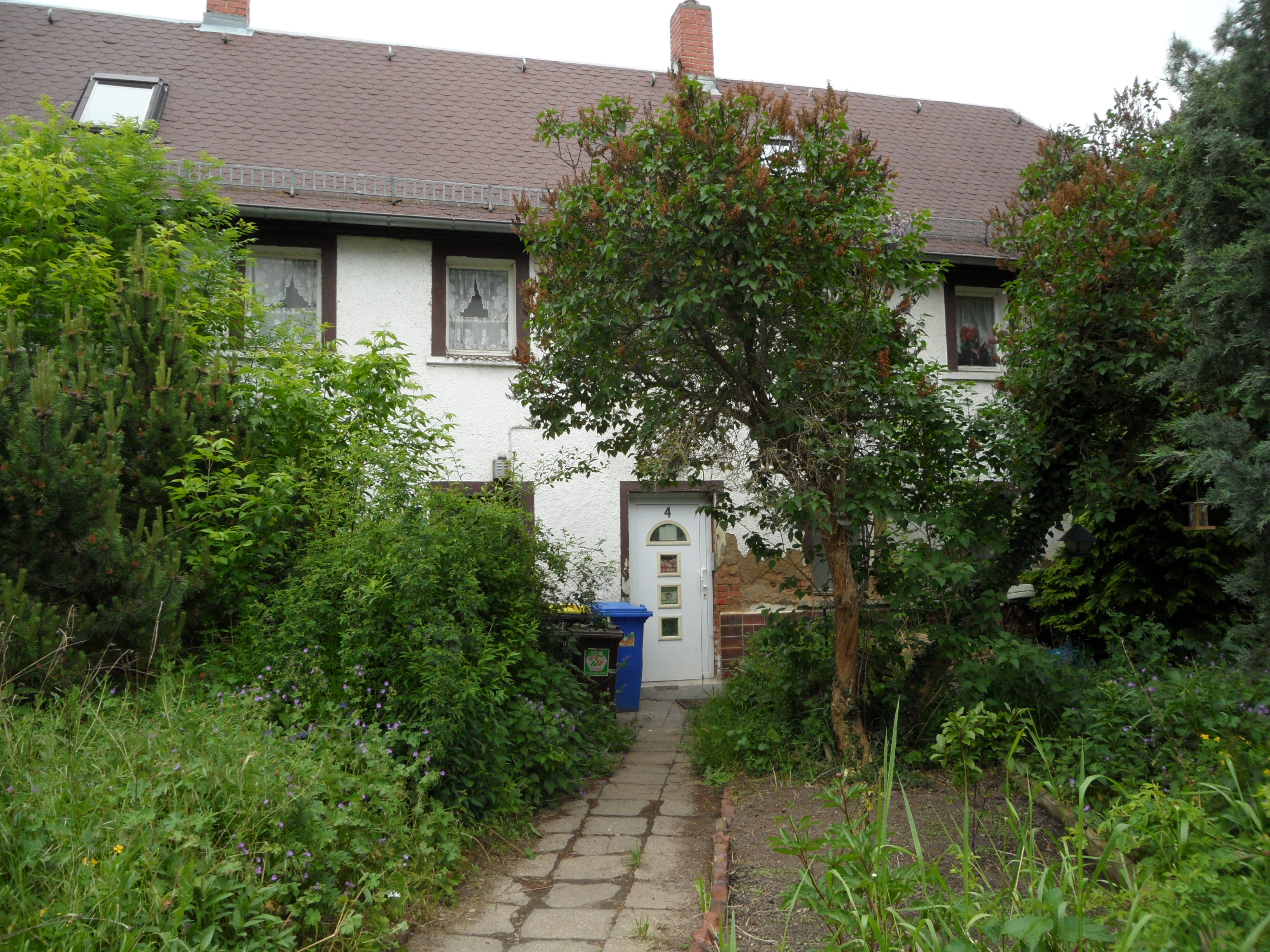
Geburtshaus von Erwin Panndorf in der Pfarrstraße 4 in Gera (2014)

Erwin Panndorf wurde am 7. Januar 1904 in Gera als eines von fünf Kindern der Arbeiterfamilie Panndorf geboren. Er wuchs im Arbeitervorort (Gera-)Zwötzen auf. Von 1910 bis 1918 besuchte Panndorf dort die achtstufige Volksschule. Ab 1918 absolvierte er eine Ausbildung als (Maschinen-)Schlosser bei einem mittleren Maschinenbaubetrieb, der Firma Sonntag in Gera. Während der Ausbildungszeit trat er dem Deutschen Metallarbeiter-Verband bei.
Nach dem Abschluss der Lehre im Jahre 1921 war Panndorf in verschiedenen Maschinenbaubetrieben als Schlosser tätig. 1924 begann er die für ihn wichtige Arbeit als Maschinenschlosser in der Firma Rudolf Jahr in Gera. Dort engagierte er sich in der starken Betriebszelle der KPD und kam aufgrund der vielen Exportaufträge der Firma Jahr in die Sowjetunion mit sowjetischen Arbeitern und Kommunisten in Kontakt. Infolge der im Herbst 1929 ausbrechenden Weltwirtschaftskrise, die auch in Gera zu vielen Betriebsstilllegungen und Entlassungen führte, wurde Panndorf arbeitslos.

## Kommunistischer Aktivist in Gera
Aufgrund des proletarischen Umfelds in Zwötzen spielte für Panndorf die Geraer Arbeiterbewegung früh eine wichtige Rolle. Panndorf war demnach schon früh mit der Geraer Arbeiterbewegung verbunden und von dieser geprägt. Als politisch aktiver junger Mensch nahm er bereits während des Ersten Weltkrieges an Antikriegsdemonstrationen und den auch in Gera ausbrechenden Lebensmittelunruhen teil. Am 15. März 1920 war Panndorf an der Niederschlagung des Kapp-Putsches in Gera beteiligt.
Im Jahre 1920 trat Panndorf dem Kommunistischen Jugendverband (KJD, ab 1925 umbenannt in KJVD) und der Kommunistischen Partei Deutschlands (KPD) bei. Der Jugendverband wurde für ihn Anfang der 1920er Jahre zu seinem politischen Hauptbetätigungsfeld. Er engagierte sich in der verbandsinternen Bildungsarbeit, der politischen Agitation auf dem Land, der Betreuung von Arbeiterkindergruppen (im Rahmen der „Reichsarbeitsgemeinschaft der Kinderfreunde“) und in der Wander- und Sportbewegung. Außerdem war er beteiligt an der Mitgliederwerbung und an spektakulären Aktionen des Jugendverbands. Zu nennen sind etwa die Vorbereitungsmaßnahmen anlässlich des alljährlichen 1. Mai. So hissten Panndorf und seine Genossen im April 1924 rote Fahnen an 20 Meter hohen elektrischen Hochspannungsmasten in unmittelbarer Nähe zum Polizeirevier und in der Nacht vor dem 1. Mai 1924 übermalte eine Gruppe des KJD unter seiner Führung das Kaiser-Wilhelm-Reiterdenkmal in Gera mit rotem Lack, was einen Protest gegen Militarismus und die staatliche Obrigkeit darstellen sollte. Diese Aktionen wurden laut Zeitzeugenberichten über Thüringen hinaus bekannt.
Im September 1922 begab er sich auf Wanderschaft nach Süddeutschland, um mit anderen Arbeiterjugendgruppen in Verbindung zu treten. In München war er als Laienspieler Teil einer Agitationsgruppe, welche die Parteiarbeit der KPD unterstützte. Mehrere Auftritte der Gruppe wurden von der Polizei verboten. Ende des Jahres 1922 kehrte Panndorf nach Gera zurück und nahm die politische Arbeit dort wieder auf. Er nahm aktiv am Generalstreik zum Sturz der Cuno-Regierung teil und mobilisierte dazu Lehrlinge der Fortbildungsschule in Gera. Nach dem Verbot der KPD und aller ihrer angeschlossenen Organisationen am 23. November 1923 setzte die KJD-Ortsgruppe in Zwötzen unter Leitung von Panndorf ihre Arbeit illegal, bis zur Wiederaufhebung des Verbots am 1. März 1924, fort.
Im Jahre 1924 trat Panndorf in den Roten Jungsturm und später dem Roten Frontkämpferbundes (RFB) ein. Als deren Mitglied übernahm er den Schutz von kommunistischen Veranstaltungen und er beteiligte sich an Demonstrationen des RFB. Daneben wurde Panndorf Mitte der 1920er Jahre aktiv in der Arbeitersport- und Wanderbewegung. Als Arbeitersportler, der in der Leichtathletik, im Handball und im Turnen seine Schwerpunkte hatte, ging er 1926 als Fahnenträger bei dem Sportfest des Arbeiter-Turn- und Sportbundes (ATSB), in den er 1928 eintrat, in Elsterberg voran.
Panndorf widmete sich im Laufe der Zeit auch zunehmend der Parteiarbeit. Er trat vermehrt als Referent auf Versammlungen der KPD und des KJVD in ganz Thüringen auf. Außerdem nahm er regelmäßig an Reichsjugendtreffen des KJVD teil, so 1927 in Hamburg und 1930 in Leipzig. In Gera wurde er außerdem Mitglied des Erwerbslosenrates. Panndorf verfügte Ende der 1920er Jahre über umfangreiche politische Erfahrungen und er war in der Geraer Arbeiterbewegung recht bekannt.

## Als Spezialist in der Sowjetunion
Der weitere Lebensweg des seit Anfang 1930 arbeitslos gewordenen Panndorf änderte sich entscheidend in der ersten Hälfte des Jahres 1930. Ausschlaggebend dafür waren seine persönlichen Kontakte zu sowjetischen Arbeitern und die damalige Entwicklung in der Sowjetunion, die im Rahmen des 1. Fünfjahresplans seit 1929 einen enormen Industrialisierungsschub anstrebte. Qualifizierte Spezialisten wie Panndorf wurden beim Aufbau der neu zu errichtenden 1.500 Großbetriebe in der Sowjetunion gebraucht. Die KPD rief dazu auf, Facharbeiter, Ingenieure und Techniker in die Sowjetunion zu delegieren.
Nach Gesprächen mit einem sowjetischen Abnahmeingenieur in Gera und dank der Vermittlung der sowjetischen Handelsvertretung in Berlin erhielt Panndorf einen zweijährigen Arbeitsvertrag als Schlosser bei der Zweiten Staatlichen Uhrenfabrik in Moskau. Zusammen mit 40 anderen deutschen Spezialisten nahm er als Mechaniker und Brigadier die Arbeit im August 1930 auf. Ein Werbefoto in der weltweit verbreiteten Arbeiter-Illustrierten-Zeitung zeigte ihn und Walter Vosseler, einen deutschen Genossen und Arbeitskollegen von Panndorf in Moskau, beim Arbeiten an einer Drehbank. Laut Vossler fand Panndorf schnell Kontakt zu den sowjetischen Arbeitern im Betrieb und wurde aufgrund seines fachlichen Wissens und seiner gesellschaftlichen Aktivitäten sehr geschätzt. Dies führte dazu, dass er im Januar 1931 von den Arbeitern des Betriebes zum Deputierten in den Sowjet des Moskauer Stadtbezirkes Krasnaja Presnja, in welchem der Betrieb lag, gewählt wurde.
Im August des Jahres 1931 wechselte Panndorf schließlich in die Erste Staatliche Moskauer Uhrenfabrik und war dort als Maschinenschlosser und Einrichter tätig. Im Betrieb lernte er die damalige Konsomolzin Maria Iwanowna kennen, die er schließlich heiratete und mit der er die gemeinsame Tochter Ilsa bekam. Sein weiterer beruflicher Werdegang führte Panndorf Anfang 1935 als Meister und Brigadier einer Einrichtungsabteilung in den damals größten Moskauer Werkzeugmaschinenbaubetrieb „Ordschonikidse“. Für seine Leistungen im Betrieb erhielt er Auszeichnungen und Vergünstigungen. So wurde ihm am 31. Dezember 1931 der Ehrentitel „Aktivist des 3. Jahres des Fünfjahresplanes als Erbauer des Sozialismus“ verliehen.
Neben der betrieblichen Arbeit war Panndorf weiterhin politisch aktiv. So war er gewählter Deputierter im Stadtbezirkssowjet in Moskau. Im Frühjahr 1934 wirkte er als Instrukteur im Moskauer Gebietsrundfunkkomitee. Außerdem besuchte er für zwei Jahre die „Kommunistische Abenduniversität des Westens“. Im Jahre 1934 wurde er dann in die Kommunistische Partei der Sowjetunion (KPdSU) aufgenommen.

## Als Interbrigadist in Spanien
Nach dem Ausbruch des Bürgerkriegs in Spanien am 17. Juli 1936 folgte Panndorf dem Solidaritätsruf des Exekutivkomitees der Kommunistischen Internationale (Komintern) und schloss sich den Internationalen Brigaden (Interbrigaden) an. Zunächst durchlief er aber mit etwa 140 anderen deutschen Freiwilligen eine achtwöchige militärische Ausbildung in einer Sonderschule der Militärakademie in Rjasan. Er wurde nach dieser Ausbildung zum Leutnant ernannt. Auch in Spanien führte er den Rang eines Leutnants. Am 30. Mai 1937 traf er in der Hauptbasis der Interbrigadisten in Albacete ein. Er wurde als Kommandeur einem achtköpfigen Panzerreparaturzug in der Panzereinheit der Interbrigade zugeteilt. Der Panzerreparatur-Zug musste neben normalen Reparaturen auch ausgefallene Panzer ausschlachten, um an Ersatzteile zu kommen und erbeutete Panzer umbauen.
Die erste militärische Konfrontation erlebte Panndorf in der Schlacht bei Brunete im Juli 1937. Er wurde mit seinem mobilen Reparaturzug auch bei der Schlacht um die stark umkämpfte Stadt Belchite, bei der Schlacht um Teruel und an der Aragon-Front eingesetzt. Bis in das Jahr 1938 hinein befand sich Panndorf acht Monate im Kriegseinsatz an der Front.
Mit dem Abzug der Interbrigaden nach Frankreich im Oktober 1938 kam Panndorf in ein Demobilisierungslager, in dem er bis Januar 1939 verblieb. Als Ende Januar 1939 die ersten neu aufgestellten internationalen Bataillone nach Barcelona an die Front gingen, meldete sich Panndorf erneut freiwillig. Er ging mit dem ersten Trupp an die Front, wo er in das 1. Bataillon der 11. Brigade als Gewehrführer eingegliedert wurde. Nach der endgültigen Niederlage der spanischen Republik im Frühjahr 1939 verließ er Spanien und ging nach Frankreich. Dort wurde Panndorf bis Ende März 1939 inhaftiert. Aufgrund seiner sowjetischen Staatsbürgerschaft blieb ihm die Auslieferung an Deutschland erspart und er konnte am 1. April 1939 zu seiner Familie nach Moskau zurückkehren.

## Vorbereitung auf den Einsatz als Kundschafter
In der Sowjetunion trat Panndorf zunächst wieder seine Arbeit als Meister bei „Ordschonikidse“ an. Unmittelbar nach dem Überfall Deutschlands auf die Sowjetunion erklärte er sich bereit, den Widerstandskampf gegen den Nationalsozialismus in Deutschland aufzunehmen. Während des Krieges bestand für ausgewählte deutsche Emigranten die Möglichkeit als Fallschirmspringer, Partisane oder Angehöriger von bestimmten Sonderformationen im Hinterland des Kriegsgegners zum Einsatz zu kommen. Für diese gefahrvollen Aufgaben kamen nur verdiente Parteikader in Frage. Panndorf war einer von etwa 50 deutschen Emigranten, die in solchen militärischen Strukturen der Sowjetunion eingebunden waren.
In Speziallehrgängen der Komintern wurden die deutschen Teilnehmer militärisch, politisch und nachrichtendienstlich auf ihren Einsatz vorbereitet. Vor allem militärisch erprobte Spanienkämpfer wie Panndorf erhielten ab August 1941 eine zweimonatige Ausbildung in Petrowsk. Hier wurden die Teilnehmer auf ihre künftigen Einsätze als Kundschafter der Roten Armee vorbereitet. Sie erhielten eine militärische Ausbildung, wozu die Herstellung von Sprengstoffen und falschen Pässen sowie das Fotografieren, Chiffrieren und Funken gehörte. Außerdem wurden die Teilnehmer im Fallschirmspringen, in bewaffneter Selbstverteidigung und im Autofahren geschult.
Nachdem die Grundausbildung abgeschlossen war, besuchte Panndorf die Komintern-Schule in Kuschnarenkowo bei Ufa. In den dortigen Lehrgängen erhielten die Teilnehmer ein politisches, körperliches und moralisches Training. Sie erlernten das Verbreiten von Flugblättern und das Verfassen von Broschüren zur militärischen Grundausbildung. Außerdem setzten sie sich mit den theoretischen Grundlagen der kommunistischen Bewegung, der Ideologie des Nationalsozialismus und dem aktuellen Kriegsgeschehen auseinander.
Fast alle Absolventen dieser ersten Schulungen kamen als sowjetische Militäraufklärer (Kundschafter) zum Einsatz. Die größte Operation erfolgte dabei im Mai 1942, als mehrere Teilnehmer – darunter Panndorf – einzeln oder in Gruppen per Fallschirm über dem deutschen Reichsgebiet absprangen. Ihr Kundschaftereinsatz erfolgte zu einem Zeitpunkt, zu dem der deutsche Widerstand um Harnack/Schulze-Boysen in Berlin dabei war, Informationen über deutsche Angriffspläne und Ausrüstungen per Funkkontakt an sowjetische Stellen zu übermitteln. Daneben bestanden wichtige Widerstandsgruppen im Umfeld der KPD in Sachsen und Thüringen. Die entsandten deutschen Emigranten sollten diese Gruppen unterstützen und weitere Netzwerke aufbauen. Auch Spionage und Sabotage in militärischen und rüstungswirtschaftlichen Objekten sowie die Erkundung der innenpolitischen Lage im Deutschen Reich waren Aufgaben der Kundschafter.

## Widerstandskampf, Verhaftung und Ermordung

### Fallschirmabsprung
Mitte Mai 1942 war der Vorbereitungslehrgang für Panndorf beendet. In der Nacht vom 16. auf den 17. Mai 1942 begann für Panndorf (Deckname: „Stepanow“) und drei weitere Teilnehmer des Vorbereitungslehrgangs – Wilhelm Fellendorf, Willi Börner und Erna Eifler – im Rahmen des ersten Gruppenabsprungs der Einsatz. Panndorf und Börner bildeten eine Operativgruppe und sprangen mit dem Fallschirm über einem Waldstück in der Nähe von Osterode in Ostpreußen ab. Zu ihrer Ausrüstung gehörten entsprechende Geldmittel und Ausweispapiere, Verpflegung für zehn Tage sowie ein Revolver und Handgranaten. Panndorf kehrte damit erstmals seit knapp zehn Jahren in sein Heimatland zurück.
Der Fallschirmabsprung endete jedoch mit einer Baumlandung, die zu Arm- und Beinverletzungen führte. Aus diesem Grund entschlossen sich Panndorf und Börner, einen Teil der Ausrüstung und das schwere Funkgerät zurückzulassen und zu vergraben. Das war ein entscheidender Nachteil für die Verbindung nach Moskau. Nichtsdestotrotz konnten sich beide, deren zugewiesenes Einsatzgebiet in Sachsen und Thüringen lag, zu ihrem vorläufigen Zielort in Meerane durchschlagen.

### Von Sachsen nach Berlin
Nach einem kurzen Aufenthalt in Meerane, wo die Einrichtung einer geeigneten Funkstelle fehlschlug, suchten sie ab dem 24. Mai Zuflucht bei Börners Familie in Crimmitschau. Von hier aus versuchte Panndorf über seine Schwester Elly Oertel Kontakt zu Widerstandsgruppen in Thüringen um Magnus Poser und Theodor Neubauer aufzunehmen. Das scheiterte aber an Panndorfs Schwester, da sie Anzeige bei der Gestapo erstattete. Daraufhin wurde eine Fahndung mit einer Belohnung von 10.000 Reichsmark ausgelöst. Hinzu kam, dass am 28. Mai 1942 auf Erlass des Reichssicherheitshauptamtes (RSHA) gezielt nach Fallschirmspringern gefahndet wurde. Da sich Panndorf und Börner in Crimmitschau nicht mehr sicher fühlten, trennten sie sich und vereinbarten als gemeinsamen Treffpunkt Innsbruck. Dort kam aber kein Kontakt mehr zustande, woraufhin Panndorf am 5. Juni 1942 beschloss, sich nach Berlin durchzuschlagen, um dort Unterstützung von Genossen zu erhalten.
Am 10. Juni traf er in Berlin bei Rudolf Scheffel ein, den er aus der gemeinsamen Partei- und Jugendarbeit in Gera kannte. Scheffel betrieb zu dieser Zeit ein Milchgeschäft in Schönow, welches als illegaler Treffpunkt für den Freundeskreis um Felix und Käthe Tucholla diente. Die Tuchollas halfen Panndorf, in Berlin unterzukommen, so unter anderem bei den KPD-Mitgliedern Kurt Bietzke und Richard Hinkelmann. Von Hinkelmann erhielt Panndorf vertrauliche Informationen aus dem Propagandaministerium und weitere wichtige Materialien. Pässe, Geld und Lebensmittelkarten erhielt er von Bietzke. Panndorf informierte die Tuchollas und Scheffel über seine Aufgaben als Beauftragter des ZK der KPD und sie gaben Auskunft über die innenpolitische Lage sowie den Widerstand in Deutschland und ihre eigene im Aufbau befindliche Widerstandsgruppe.

### Verhaftung und Ermordung
Panndorf bemühte sich weiterhin, die Verbindung zu Börner wieder aufzunehmen. Käthe Tucholla diente hierbei als Kurierin und reiste nach Meerane. Dabei wurde sie am 25. Juli 1942 von der Gestapo festgenommen. Zu dieser Zeit war Börner bereits verhaftet. Die Verhaftung von Käthe Tucholla führte zum Aufdecken ihres Umfeldes in Berlin. Es setzte eine Verhaftungswelle der Gestapo ein, bei der am 27. Juli 1942 Panndorf und Felix Tucholla sowie weitere sieben Helfer inhaftiert wurden. Als letztes Mitglied der Gruppe wurde Rudolf Scheffel am 2. August 1942 verhaftet. Panndorf wurde in das KZ Sachsenhausen überstellt. Über seine nachrichtendienstliche Tätigkeit machte er keine Aussagen. Noch bevor der Prozess gegen ihn beginnen konnte, wurde Panndorf im Alter von 38 Jahren am 10. Dezember 1942 im KZ Sachsenhausen ermordet. Ermittlungen hinsichtlich seines Todes sollten auf Anweisung der Gestapo-Leitstelle in Berlin unterbleiben.

## Ehrungen und Gedenken

### Bewertung des Kundschaftereinsatzes
Der Einsatz deutscher Kommunisten wie Panndorf, die im Interesse der Sowjetunion den antifaschistischen Widerstandskampf aufnahmen, wurde in der Nachkriegszeit in beiden deutschen Staaten sehr unterschiedlich bewertet. Zunächst wurde der Einsatz bis Ende der 1960er Jahre weitgehend verschwiegen. Erst dann wurden die Akteure um Panndorf in der DDR als Vorbilder und heldenhafte Kämpfer gegen den Faschismus gewürdigt und oftmals in der Tradition der DDR stehend dargestellt. Erstmals erwähnt wurde Panndorf in einem Zeitungsartikel in der Geraer Zeitung Volkswacht. Dort hieß es: „Erwin Panndorf liebte das Leben, weil er an die sozialistische Zukunft unseres Vaterlandes glaubte. Er hasste die Feinde der deutschen Nation, den deutschen Imperialismus und Militarismus. Deshalb war er stets bereit, sein Leben für die Sache der deutschen und internationalen Arbeiterbewegung einzusetzen, für das Glück seines Volkes und den Frieden der Welt.“ Im Jahre 1970 erschien ein im Jahre 1984 nochmals aufgelegtes biographisches Werk der Bezirksleitung Gera der SED, in dem Panndorf ebenso heldenhaft dargestellt wurde. Auch in weiteren Publikationen zum antifaschistischen Widerstand und zur Geschichte der Deutsch-Sowjetischen Freundschaft wird Panndorf genannt und als ein „hervorragendes Beispiel der deutsch-sowjetischen Freundschaft und des Widerstandskampfes gegen den Faschismus“ dargestellt.
In Westdeutschland wurden die Fallschirmspringer und Kundschafter lange Zeit als sogenannte „Söldlinge des NKWD“ und „Agenten Moskaus“ abgewertet oder ihr Einsatz ganz verschwiegen. Zu Panndorf und seinem Einsatz gab es keine nähere Veröffentlichung. In einem Artikel des Spiegels vom 24. Juni 1968 wurde er jedoch als Teil von „eingeschleusten Sowjetspionen“ genannt, denen es gelang, einige Angehörige der Gruppe um Harnack/Schulze-Boysen „in den Sog der russischen Spionage“ zu treiben.
In der Literatur nach 1990 werden die Fallschirmspringer oftmals als „Himmelfahrtskommandos“ bezeichnet. Demnach seien sie geopfert worden und gleichzeitig mitverantwortlich für den Tod von anderen Widerstandskämpfern. Außerdem hätten sie ihre Aufgaben kaum bis nicht erledigt und deshalb seien die Ergebnisse ihrer Arbeit unbedeutend gewesen. Demgegenüber gibt es auch neuere Veröffentlichungen zu Panndorf im Kreise der Rosa-Luxemburg-Stiftung, die auch andere Erkenntnisse (darunter den Spanien-Report von Panndorf) zutage fördern. Der Historiker Ronald Sassning kommt dabei zu der Einschätzung, dass das Kommandounternehmen von Panndorf zwar äußerst riskant war, aber es Panndorf gelang „den Kern einer kleinen nachrichtendienstlichen Gruppe von Kommunisten aufzubauen, die ebenfalls seitens einiger parteiloser Menschen selbstlos materielle Unterstützung fand“.

### Erinnerung und Würdigung in der DDR

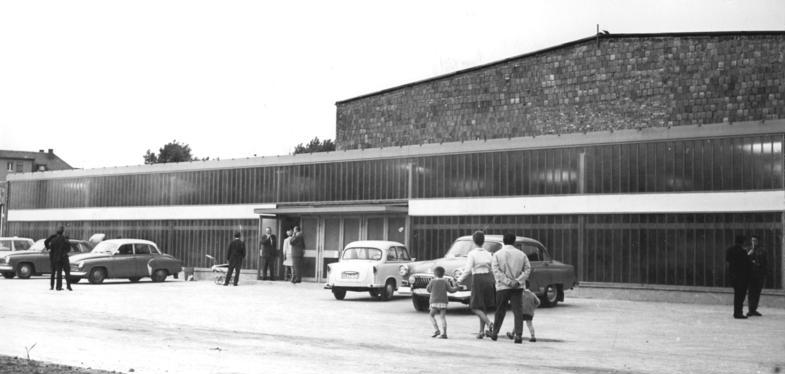
Gera, die alte Erwin-Panndorf-Sporthalle; Datierung: 23. April 1969

Panndorfs Familie konnte erst 1969 erste Auskünfte über das Schicksal mitgeteilt werden. Auf Einladung von Oberbürgermeister Horst Pohl besuchte seine Tochter Ilsa Nesterenko Gera in den Jahren 1969 und 1975.
Ab dem Jahre 1967 erfolgten zahlreiche Ehrungen für Panndorf. An seinem Geburtshaus wurde 1967 eine Gedenktafel mit der Inschrift enthüllt: „In diesem Hause wurde am 7. Jan. 1904 Erwin Panndorf geboren. Beauftragter des ZK der KPD. Organisator und Widerstandskämpfer gegen Faschismus. Im KZ Sachsenhausen am 10. Dez. 1942 ermordet.“ Panndorfs Name ist auch auf einer Ehrentafel für die gefallenen Widerstandskämpfer gegen den Faschismus in der Gedenkstätte der Sozialisten in Berlin-Friedrichsfelde, an der rechten Innenseite der Ringmauer, aufgeführt. Daneben erhielten mehrere Einrichtungen in Gera – Schulen, Sportstätten, Einheiten der Nationalen Volksarmee (NVA) und Arbeitskollektive – den Namen Panndorfs. So etwa die am 2. Juni 1968 neuerbaute Sport- und Kongresshalle. Auch in der Sowjetunion wurde er geehrt. Im Moskauer Maschinenbaubetrieb „Ordschonikidse“ erinnerte eine Vitrine im Betriebsmuseum an Panndorf.

### Gedenken nach 1990

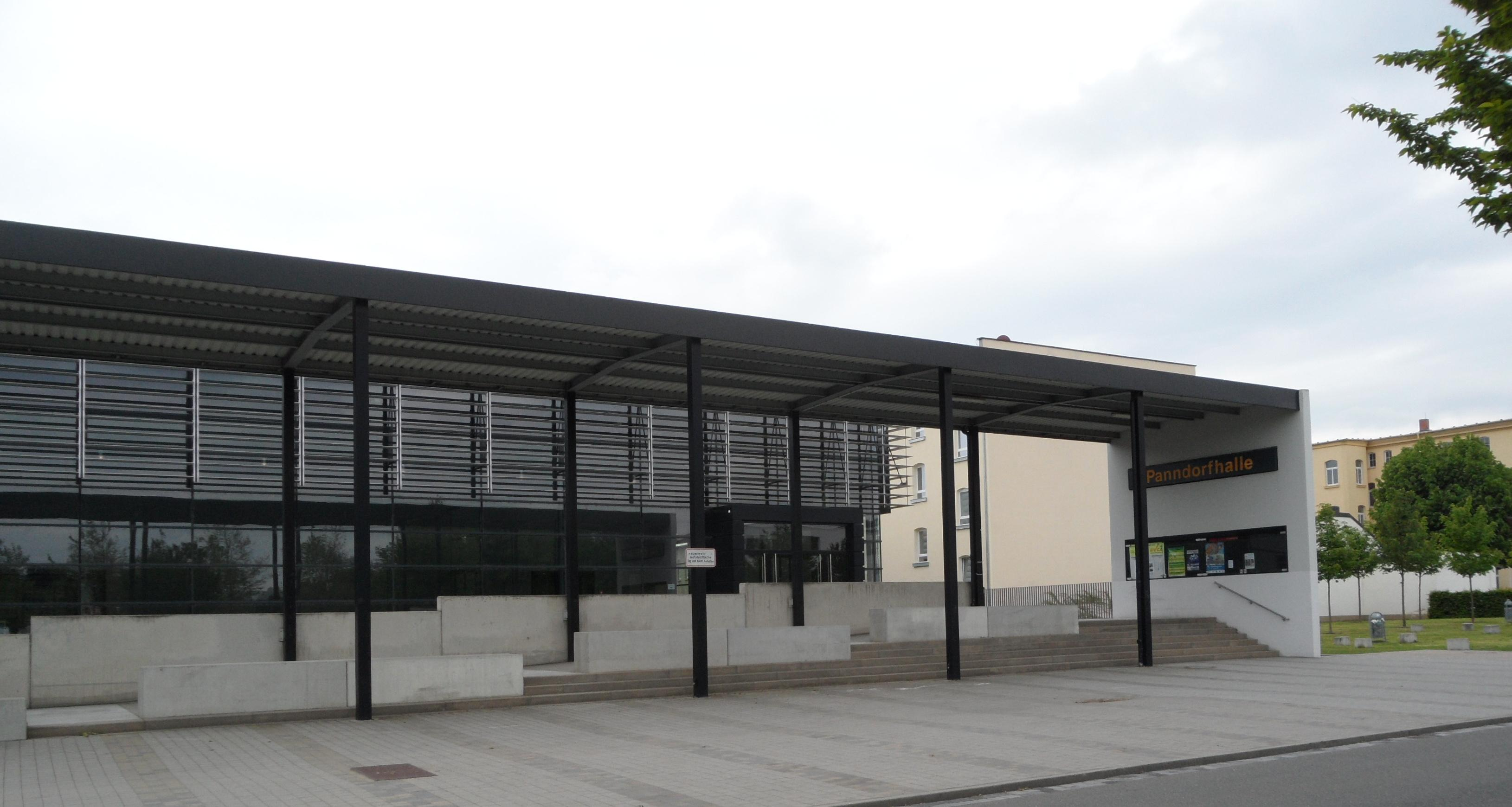
Gera, die neue Panndorfhalle am Hofwiesenpark; Datierung: 2014

Mit dem Ende der DDR erfolgten auch in Gera zahlreiche Umbenennungen von Orten und Einrichtungen, wovon auch die Erinnerung an Panndorf betroffen war. Die Gedenktafel am Geburtshaus wurde entfernt und gilt als verschollen. Nur die Erwin-Panndorf Halle, die im Rahmen der Umgestaltung des Hofwiesenparks abgerissen und an neuer Stelle wiedererrichtet wurde, trägt auch heute noch den Namen von Erwin Panndorf. In der Erwin-Panndorf Halle befindet sich ein metallenes Bildrelief mit der Inschrift: „Erwin Panndorf • Arbeitersportler und antifaschistischer Widerstandskämpfer geb. 1903 in Gera • Ermordet 1942 im KZ Sachsenhausen.“
Seit 2007 finden auf Initiative der Partei Die Linke regelmäßige Gedenkfeiern für Panndorf statt. Am 10. Dezember 2007, dem 65. Jahrestags seiner Ermordung, fand eine Gedenkveranstaltung in der Erwin-Panndorf Halle statt. Anwesend waren dabei die Familienangehörigen von Panndorf wie seine Tochter Ilsa Nesterenko und ihr Mann Prof. Dr. Nesterenko aus Minsk. Am 2. November 2012 wurde ein Stolperstein auf dem Gehweg vor Panndorfs Geburtshaus verlegt.